# Ruslan Chadschismelowitsch Zalikow

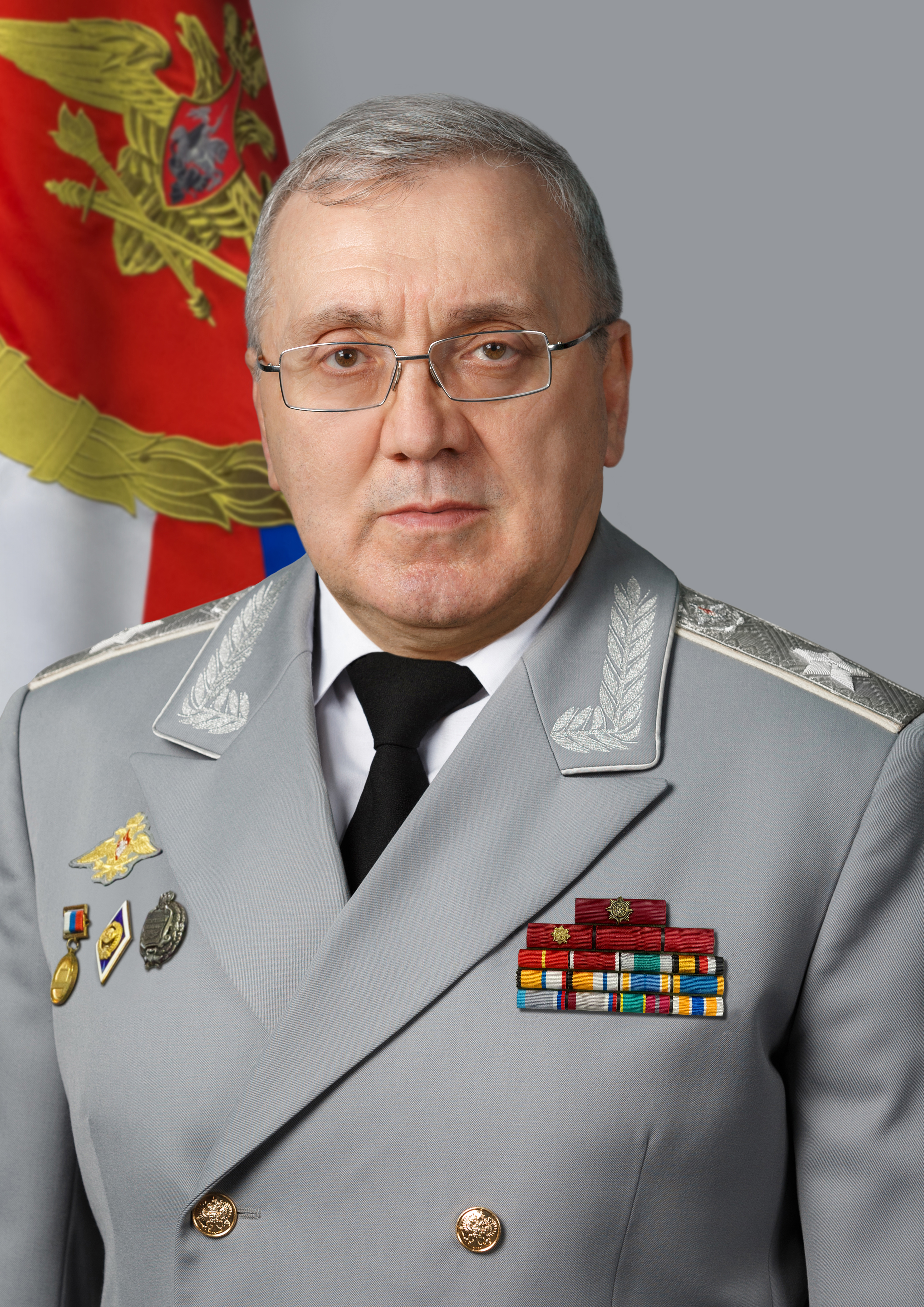
Ruslan Zalikow (2016)

Ruslan Chadschismelowitsch Zalikow (russisch Руслан Хаджисмелович Цаликов; * 31. Juli 1956 in Ordschonikidse, Nordossetische ASSR, Sowjetunion) ist ein russischer Politiker und war von 2015 bis 2024 Erster Stellvertreter des Verteidigungsministers der Russischen Föderation. Er bekleidete den Rang eines Wirklichen Staatsrats 1. Klasse der Russischen Föderation.

## Leben
Zalikow studierte von 1973 bis 1978 Ökonomie an der Nordossetischen Staatlichen Universität „K.L. Chetagurow“ in Ordschonikidse. Anschließend belegte er bis 1983 eine Aspirantur an der Russischen Plechanow-Wirtschaftsuniversität in Moskau. Von 1983 bis 1987 arbeitete er als Assistent des Lehrstuhls für Arbeitsökonomik, Lehrkraft und Stellvertreter des Dekans der Wirtschaftsfakultät der Nordossetischen Staatlichen Universität. Von 1987 bis 1989 war er als stellvertretender Generaldirektor für Wirtschaftsfragen der Möbelproduktionsvereinigung „Kazbek“ in Ordschonikidse und ab 1989 im Öffentlichen Dienst tätig. Er war zunächst bis 1990 als Hauptkontrollrevisor des Ministeriums für Finanzen der RSFSR für die Nordossetische ASSR zuständig. Von 1990 bis 1994 war Zalikow Finanzminister Nordossetiens. Nachdem er von 1994 bis 2000 als Chef der Hauptverwaltung für Finanzen und Wirtschaft beim Ministerium für Katastrophenschutz der Russischen Föderation tätig gewesen war, wurde er anschließend Leiter der Abteilung für Finanzen und Wirtschaft dieses Ministeriums. Von 2000 bis 2005 wurde er als Stellvertreter, von 2005 bis 2007 als Staatssekretär sowie Stellvertreter und von 2007 bis 2012 als Erster Stellvertreter des Ministers für Katastrophenschutz eingesetzt.
Vom 17. Mai bis 15. November 2012 war Zalikow Vizegouverneur der Oblast Moskau. Ab dem 15. November 2012 wurde er zum Stellvertreter des Verteidigungsministers der Russischen Föderation bestimmt und ist für Unterbringung der Streitkräfte, Wohnraumbeschaffung, Immobilienverwaltung und -werterhaltung, juristische Fragen, Kontrolle der Finanzen u. a. zuständig. Seit dem 24. Dezember 2015 besetzt er den Posten des Ersten Stellvertreters des Verteidigungsministers Schoigu, mit dem er seit 1994 zusammenarbeitet.
Zalikow ist Doktor der Ökonomie. 2003 wurde er mit dem Ehrentitel „Verdienter Ökonom der Russischen Föderation“ ausgezeichnet. 2007 wurde ihm der Rang eines „Wirklichen Staatsrats der Russischen Föderation“ 1. Klasse verliehen.
Zalikow ist verheiratet und Vater zweier Töchter.
Am 17. Juni 2024 wurde er von seinem Amt als stellvertretender Verteidigungsminister der Russischen Föderation (gleichzeitig mit Staatssekretär Nikolai Alexandrowitsch Pankow, Armeegeneral und Stellvertretenden Verteidigungsminister Pawel Anatoljewitsch Popow sowie der stellvertretenden Verteidigungsministerin Tatjana Wiktorowna Schewzowa) entbunden.

## Auszeichnungen
- Verdienstorden für das Vaterland 4. Klasse
- Alexander-Newski-Orden (2014)
- Orden der Freundschaft (1997)
- weitere Medaillen